# Коберский, Денис Витальевич
Дени́с Вита́льевич Кобе́рский (род. 24 декабря 1974, Хабаровск, СССР) — советский и российский футболист, полузащитник. Сын Виталия Коберского, бывшего игрока минского «Динамо» и тренера.

## Карьера
Воспитанник владивостокского футбола. В 1990 году в 16-летнем возрасте дебютировал за местный «Луч», которым руководил его отец. В Высшей лиге дебютировал 8 марта 1993 года в матче против камышинского «Текстильщика» (0:0). За владивостокский клуб играл вплоть до 1996 года и провёл более 100 матчей. В 1997 году перешёл в «Жемчужину». Летом 1998 года пополнил ряды «Кубани». В 1999—2001 годах выступал за клубы, руководимые его отцом — «Орёл» и «Металлург-Метизник». В 2002 году подписал контракт с «Океаном». В 2003—2004 годах защищал цвета «Сибиряка». В 2006—2010 годах играл в Дивизионе «А» МРО «Центр» ЛФЛ за «Столицу».
В Высшей лиге провёл 32 матча.

## Достижения
- Победитель зоны «Восток» Первой лиги: 1992